# Beskyt dig - atomulykke
Beskyt dig - atomulykke er en undervisningsfilm fra 1993 instrueret af Knud Hauge.

## Handling
Fortæller hvad du skal gøre i tilfælde af atomudslip.